# Aron Gielen
Aron Gielen (Weert, 6 februari 1993) is een Nederlandse voetballer die als middenvelder speelt.

## Carrière
Gielen doorliep de jeugdopleiding bij VVV-Venlo maakte in 2009 en 2010 deel uit van de selecties van het Nederlands voetbalelftal onder 16 en Nederlands voetbalelftal onder 17 jaar, een lichting waartoe ook spelers als Adam Maher en Davy Klaassen behoorden.
De verdedigende middenvelder die ook als verdediger inzetbaar is, ondertekende in juni 2012 een tweejarig contract bij de Venlose club. Tijdens zijn eerste profseizoen liep hij in februari 2013 een ernstige kruisbandblessure op die hem een dik half jaar aan de kant hield.
Gielen sloot in de loop van het seizoen 2013-14 weer aan bij de VVV-selectie. In de thuiswedstrijd tegen Jong FC Twente (3-0 winst) op 14 februari 2014 maakte hij zijn competitiedebuut in het betaald voetbal, als invaller voor Randy Wolters.
VVV maakte echter geen gebruik van de eenzijdige optie om het aflopende contract met een jaar te verlengen, zodat Gielen transfervrij werd.
In juni 2014 tekende Gielen een contract bij het naar de Belgische Tweede Klasse gepromoveerde Patro Eisden Maasmechelen. In januari 2015 ging Gielen naar EVV.

## Statistieken
| 2012/13                           | VVV-Venlo                 | Eredivisie      | 0   | 0 | 0  | 0 | – | – | 0   | 0 |
| 2013/14                           | VVV-Venlo                 | Eerste divisie  | 3   | 0 | 0  | 0 | 1 | 0 | 4   | 0 |
| 2014/15                           | Patro Eisden Maasmechelen | Tweede klasse   | 3   | 0 | 0  | 0 | – | – | 3   | 0 |
| 2014/15                           | EVV                       | Topklasse       | 13  | 0 | 0  | 0 | – | – | 13  | 0 |
| 2015/16                           | EVV                       | Topklasse       | 21  | 0 | 1  | 0 | – | – | 22  | 0 |
| 2016/17                           | EVV                       | Derde divisie   | 18  | 0 | 2  | 0 | – | – | 20  | 0 |
| 2017/18                           | EVV                       | Derde divisie   | 18  | 0 | 2  | 0 | – | – | 20  | 0 |
| 2018/19                           | EVV                       | Derde divisie   | 24  | 0 | 2  | 0 | – | – | 26  | 0 |
| 2019/20                           | EVV                       | Derde divisie   | 17  | 0 | 1  | 0 | – | – | 18  | 0 |
| 2020/21                           | EVV                       | Derde divisie   | 5   | 0 | 1  | 0 | – | – | 6   | 0 |
| 2021/22                           | EVV                       | Derde divisie   | 29  | 0 | 1  | 0 | – | – | 30  | 0 |
| 2022/23                           | EVV                       | Vierde divisie  | 26  | 1 | –  | – | 3 | 0 | 29  | 1 |
| 2023/24                           | EVV                       | Vierde divisie  | 26  | 0 | –  | – | – | – | 26  | 0 |
| 2024/25                           | EVV                       | Vierde divisie  | 25  | 0 | 1  | 0 | 4 | 0 | 30  | 0 |
| Carrière totaal                   | Carrière totaal           | Carrière totaal | 228 | 1 | 11 | 0 | 8 | 0 | 247 | 1 |
| Bijgewerkt tot en met 5 juli 2025 |                           |                 |     |   |    |   |   |   |     |   |